# إيبن إيتزابيث
إيبن إيتزابيث (مواليد 29 أكتوبر 1991) هو لاعب اتحاد رغبي جنوب أفريقي يلعب حالياً في نادي تولونيه.

## وصلات خارجية
- إيبن إيتزابيث عل موقع إسبنسكروم (الإنجليزية)
- إيبن إيتزابيث على موقع ItsRugby.co.uk (الإنجليزية)